# Pogrom de Topoľčany
 (signalé en mai 2025).
Si vous disposez d'ouvrages ou d'articles de référence ou si vous connaissez des sites web de qualité traitant du thème abordé ici, merci de compléter l'article en donnant les références utiles à sa vérifiabilité et en les liant à la section « Notes et références ».
- Archive Wikiwix
- Bing
- Cairn
- DuckDuckGo
- E. Universalis
- Gallica
- Google
- G. Books
- G. News
- G. Scholar
- Persée
- Qwant
- (zh) Baidu
- (ru) Yandex
- (wd) trouver des œuvres sur Wikidata

Le pogrom de Topoľčany est une émeute antisémite qui se produit le 24 septembre 1945 à Topoľčany, en Slovaquie ; il s'agit de l'épisode le plus célèbre des violences antisémites d'après-guerre en Slovaquie. Le pogrom a pour origine profonde la résurgence d'antisémitisme contre des survivants juifs de la Shoah qui exigeaient la restitution des biens qui leur avaient été volés pendant la guerre. Des rumeurs ont circulé sur la nationalisation d'une école catholique locale, dont les enseignantes, des religieuses, seraient remplacées par des professeurs juifs.
Le matin du massacre, des femmes participent à une manifestation contre la nationalisation de l'école en rejetant la faute sur les Juifs. Le même jour, un médecin juif opère des vaccinations sur des enfants à l'école. Il est accusé d'empoisonner les enfants non juifs, ce qui déclenche une émeute. La police n'a pas été en mesure de la juguler et une garnison locale de soldats vient rejoindre les émeutiers. Environ quarante-cinq juifs sont blessés et quinze sont hospitalisés.
Dans les jours qui suivent cette flambée de violence, la couverture internationale qu'elle suscite embarrasse les autorités tchécoslovaques et le Parti communiste tchécoslovaque exploite l'évènement pour dénoncer l'inefficacité du gouvernement démocratique.
En 2004, un film documentaire paraît sur cette émeute : Miluj blížneho svojho (en) (« Aime ton prochain ») ; il suscite le débat sur l'histoire de ces violences. L'année suivante, le maire de Topoľčany publie des excuses officielles.